# Tetrarhanis lathyi
Tetrarhanis lathyi är en fjärilsart som beskrevs av James John Joicey och Talbot 1921. Tetrarhanis lathyi ingår i släktet Tetrarhanis och familjen juvelvingar. Inga underarter finns listade i Catalogue of Life.